# Kim Hye-song
Kim Hye-song (ur. 9 marca 1993) – północnokoreańska lekkoatletka specjalizująca się w biegach długich.
Dwukrotna medalistka mistrzostw Azji juniorów z Kolombo (2012). W 2013 startowała w biegu maratońskim podczas mistrzostw świata.
Medalistka mistrzostw Korei Północnej.
Rekordy życiowe: bieg na 5000 metrów – 15:47,4 (4 października 2013, Pjongjang); bieg na 10 000 metrów – 33:59,2 (4 października 2012, Pjongjang); maraton – 2:27:58 (13 kwietnia 2014, Pjongjang).

## Osiągnięcia
| Rok  | Impreza                   | Miejsce        | Dystans        | Lokata      | Wynik    |
| ---- | ------------------------- | -------------- | -------------- | ----------- | -------- |
| 2012 | Mistrzostwa Azji juniorów | Kolombo        | bieg na 3000 m | 2. miejsce  | 9:29,18  |
| 2012 | Mistrzostwa Azji juniorów | Kolombo        | bieg na 5000 m | 3. miejsce  | 16:32,02 |
| 2013 | Mistrzostwa świata        | Moskwa         | maraton        | 14. miejsce | 2:38:28  |
| 2014 | Igrzyska azjatyckie       | Incheon        | maraton        | 9. miejsce  | 2:38:55  |
| 2015 | Mistrzostwa świata        | Pekin          | maraton        | 9. miejsce  | 2:30:59  |
| 2016 | Igrzyska olimpijskie      | Rio de Janeiro | maraton        | 10. miejsce | 2:28:36  |
| 2017 | Mistrzostwa świata        | Londyn         | maraton        | –           | DNF      |